# Sophie Maintigneux
Sophie Maintigneux, née en 1961 à Paris, est une directrice de la photographie et professeur de cinéma à la Kunsthochschule für Medien (de) (Académie d'Art des médias) à Cologne.

## Biographie
À l'âge de 23 ans, Sophie Maintigneux est directrice de la photographie du film d'Éric Rohmer Le Rayon vert qui remporte le Lion d'Or à Venise en 1986. En 1987, elle photographie le film de Jean-Luc Godard King Lear.
En 1990, Maintigneux reçoit le Prix de la critique allemande (Deutscher Kritikerpreis).
Depuis 1988, elle vit à Berlin, où, en plus de son métier au cinéma, elle enseigne à l'Académie allemande du film et de la télévision.

## Filmographie (comme directrice de la photographie)

### Au cinéma
- 1986 : Le Rayon vert
- 1987 : Quatre Aventures de Reinette et Mirabelle d'Éric Rohmer
- 1987 : King Lear (non créditée)
- 1987 : Histoires de familles (court métrage)
- 1990 : Winckelmanns Reisen
- 1991 : Liebe auf den ersten Blick
- 1992 : Rosa Negra
- 1992 : Das Tripas Coração
- 1993 : Frankie, Jonny und die anderen... Schattenkämpfer
- 1993 : Jetzt und alle Zeit Documentary (court métrage)
- 1994 : Wiederkehr
- 1995 : Küß mich!
- 1998 : F. est un salaud
- 1999 : Berlin-Cinema (documentaire)
- 2000 : L'Amour, l'Argent, l'Amour
- 2000 : Zornige Küsse
- 2000 : Der Bebuquin - Rendezvous mit Carl Einstein
- 2001 : Gotteszell - Ein Frauengefängnis (documentaire)
- 2001 : Heidi M.
- 2002 : Venus Boyz (documentaire)
- 2002 : Damen und Herren ab 65 (documentaire)
- 2003 : Liebe und Verlangen
- 2003 : NeuFundLand
- 2003 : Vaters Land (court métrage)
- 2004 : Deutsche Polizisten: Viele Kulturen - Eine Truppe (documentaire)
- 2005 : Schattenväter (documentaire)
- 2006 : Am Rand der Städte (documentaire)
- 2006 : Ma vie avec Hannah (Leben mit Hannah)
- 2007 : Wir sehen voneinander (documentaire)
- 2008 : Die dünnen Mädchen (documentaire)
- 2008 : Ich gehe jetzt rein (documentaire)
- 2009 : Alter und Schönheit
- 2009 : Fräulein Stinnes fährt um die Welt
- 2011 : Blind (court métrage documentaire)
- 2011 : Michel Petrucciani (documentaire)
- 2012 : Mark Lombardi - Kunst und Konspiration (documentaire)
- 2013 : Rosie
- 2013 : 11 Freundinnen (documentaire)
- 2014 : Les Secrets de Lynn (Das Zimmermädchen Lynn)

### À la télévision
- 1989 : Überall ist es besser, wo wir nicht sind (téléfilm)
- 1991 : Ostkreuz (téléfilm)
- 1997 : Freunde wie wir (série télévisée)
- 1997 : Nach dem Spiel (téléfilm documentaire)
- 1998 : Mädchengeschichten (série télévisée documentaire, épisode Himmel und Erde)
- 1999 : Mit Haut und Haar (téléfilm documentaire)
- 2002 : Ich werde reich und glücklich (téléfilm documentaire)
- 2004 : Liebe Dich... (téléfilm documentaire)
- 2005 : Siehst du mich? (téléfilm)
- 2006 : Krieg der Frauen (téléfilm)
- 2014 : Sternstunde ihres Lebens (téléfilm)